# Фрёкен Юлия (фильм, 2014)
«Фрёкен Юлия» (англ. Miss Julie) — независимый драматический фильм 2014 года, режиссёра Лив Ульман, основанный на одноименной пьесе Августа Стриндберга, в главных ролях Джессика Честейн, Колин Фаррелл и Саманта Мортон. В Ирландии состоялась мировая премьера фильма, а после он был показан на Международном кинофестивале в Торонто в 2014 году.

## Сюжет
Середина лета 1890 года, ирландское графство Фермана. Главная героиня картины Фрёкен Юлия, благородная леди, дочь англо-ирландского аристократа, влюбляется в камердинера своего отца, и пытается соблазнить его. Их отношения из романтичных перерастают во властную игру, в которой никогда не ясно, кто же берет верх.

## В ролях
- Джессика Честейн — Фрёкен Юлия
- Колин Фаррелл — Джон
- Саманта Мортон — Кэтлин
- Нора Макменами — Фрёкен Юлия в детстве

## Производство
Кинокомпания «Maipo Film» спродюсировала фильм, наряду с компанией «Apocalypse Films Company». Съёмки фильма начались в апреле 2013 года, в замке Кул XVIII века, в графстве Фермана, Северная Ирландия.

## Отзывы
Многие критики отмечали сильную игру актёров, но критиковали Лив Ульман как режиссёра за то, что она сделала фильм слишком статичным и привязанным к сценической пьесе. Шейла О’Мэлли написала для RogerEbert.com

Обстановка на кухне подавляющая, а кадры мисс Юлии, блуждающей по поместью, сами по себе невероятны, её осанка сломана и жестка, её платье, падающее с плеча, дают нам желанную и всё же волнующую смену сцены. Фильм имеет неоспоримую силу, если кто-то заинтересован в сыром и интенсивном действии и чувствует это прекрасное ощущение, для меня этот фильм невероятен.
Оригинальный текст (англ.)The claustrophobia of the kitchen is overwhelming in the film, and the shots of Miss Julie wandering through the manor by herself, her posture broken and stiff, her dress falling off her shoulder, give us a welcome (and yet rivetingly disturbing) change of scene. The film has undeniable power, and assures that if one is interested in raw and intense acting at its finest, this film is incredible.